# Hydrophyllum capitatum
Espèce
Hydrophyllum capitatum, est une espèce de plantes de la famille des Hydrophyllaceae.